# Hongadahalla, Sakleshpur
Hongadahalla là một làng thuộc tehsil Sakleshpur, huyện Hassan, bang Karnataka, Ấn Độ.